# Kanadische Fußballnationalmannschaft (U-20-Männer)
Die kanadische U-20-Fußballnationalmannschaft ist eine Auswahlmannschaft kanadischer Fußballspieler. Sie unterliegt der Canadian Soccer Association und repräsentiert sie international auf U-20-Ebene, etwa in Freundschaftsspielen gegen die Auswahlmannschaften anderer nationaler Verbände oder bei der U-20-Fußball-Weltmeisterschaft und der CONCACAF U-20-Meisterschaft.
Ihr bestes Ergebnis bei Weltmeisterschaften erreichte die Mannschaft mit der Viertelfinalteilnahme 2003.
Die CONCACAF-Meisterschaft gewann die Mannschaft 1986 und 1996.

## Teilnahme an U-20-Weltmeisterschaften
| 1977 | nicht qualifiziert |
| 1979 | Vorrunde           |
| 1981 | nicht qualifiziert |
| 1983 | nicht qualifiziert |
| 1985 | Vorrunde           |
| 1987 | Vorrunde           |
| 1989 | nicht qualifiziert |
| 1991 | nicht qualifiziert |
| 1993 | nicht qualifiziert |
| 1995 | nicht qualifiziert |
| 1997 | Achtelfinale       |
| 1999 | nicht qualifiziert |
| 2001 | Vorrunde           |
| 2003 | Viertelfinale      |
| 2005 | Vorrunde           |
| 2007 | Vorrunde           |
| 2009 | nicht qualifiziert |
| 2011 | nicht qualifiziert |
| 2013 | nicht qualifiziert |
| 2015 | nicht qualifiziert |
| 2017 | nicht qualifiziert |
| 2019 | nicht qualifiziert |
| 2023 | nicht qualifiziert |

## Teilnahme an CONCACAF U-20-Meisterschaft
(1962 bis 1997 CONCACAF Jugendturnier, 1998 bis 2007 in zwei Gruppen ausgetragene Qualifikation zur U-20-WM, seit 2009 CONCACAF U-20-Meisterschaft)
| 1962 | nicht teilgenommen  |
| 1964 | nicht teilgenommen  |
| 1970 | nicht teilgenommen  |
| 1973 | 4. Platz            |
| 1974 | 5. Platz            |
| 1976 | 2. Runde            |
| 1978 | 2. Platz            |
| 1980 | Halbfinale          |
| 1982 | 2. Runde            |
| 1984 | 2. Platz            |
| 1986 | Sieger              |
| 1988 | Vorrunde            |
| 1990 | Vorrunde            |
| 1992 | 3. Platz            |
| 1994 | 3. Platz            |
| 1996 | Sieger              |
| 1998 | 3. Platz (Gruppe B) |
| 2001 | Sieger (Gruppe B)   |
| 2003 | Sieger (Gruppe B)   |
| 2005 | Sieger (Gruppe B)   |
| 2007 | nicht teilgenommen  |
| 2009 | Vorrunde            |
| 2011 | Viertelfinale       |
| 2013 | Viertelfinale       |
| 2015 | Vorrunde            |
| 2017 | Vorrunde            |
| 2018 | Vorrunde            |
| 2022 | Achtelfinale        |

## Aktuelles

### Länderspiele
Aufgelistet sind die Spiele der letzten zwölf Monate sowie zukünftig geplante Länderspiele. Die Ergebnisse werden aus kanadischer Sicht genannt.
| Datum         | Spielort    | Gegner      | Art des Spiels             | Ergebnis  |
| ------------- | ----------- | ----------- | -------------------------- | --------- |
| 10. Jan. 2015 | Montego Bay | Haiti       | CONCACAF U-20 Championship | 3:1 (2:1) |
| 12. Jan. 2015 | Montego Bay | Mexiko      | CONCACAF U-20 Championship | 0:2 (0:1) |
| 15. Jan. 2015 | Montego Bay | El Salvador | CONCACAF U-20 Championship | 3:2 (1:0) |
| 19. Jan. 2015 | Montego Bay | Kuba        | CONCACAF U-20 Championship | 1:2 (0:1) |
| 22. Jan. 2015 | Montego Bay | Honduras    | CONCACAF U-20 Championship | 2:3 (2:1) |

### Aktueller Kader
Die folgenden Spieler standen im Aufgebot bei der CONCACAF U-20-Meisterschaft 2015 in Jamaika.
| Nummer     | Spieler              | Geburtsdatum  | Verein                       |
| Torhüter   | Torhüter             | Torhüter      | Torhüter                     |
| ---------- | -------------------- | ------------- | ---------------------------- |
|            | Marco Carducci       | 6. Sep. 1996  | Vancouver Whitecaps          |
|            | Nolan Wirth          | 24. Jan. 1995 | Oregon State University      |
| Abwehr     |                      |               |                              |
|            | Sam Adekugbe         | 16. Jan. 1995 | Vancouver Whitecaps          |
|            | Luca Gasparotto      | 5. Aug. 1995  | Rangers FC                   |
|            | Alex Comsia          | 1. Aug. 1996  | RC Strasbourg                |
|            | Brandon John         | 5. Jan. 1995  | FC Erzgebirge Aue            |
|            | Chris Serban         | 15. Nov. 1995 | Vancouver Whitecaps 2        |
|            | Jackson Farmer       | 3. Mai 1995   | Vancouver Whitecaps 2        |
|            | Jordan Haynes        | 17. Jan. 1996 | Vancouver Whitecaps 2        |
| Mittelfeld |                      |               |                              |
|            | Christopher Nanco    | 15. Feb. 1995 | Syracuse University          |
|            | Michael Petrasso     | 9. Juli 1995  | Queens Park Rangers          |
|            | Kianz Froese         | 16. Apr. 1996 | Vancouver Whitecaps          |
|            | Louis Béland-Goyette | 15. Sep. 1995 | Montreal Impact              |
|            | Jérémy Gagnon-Laparé | 9. Mai 1995   | Montreal Impact              |
|            | Marco Bustos         | 22. Apr. 1996 | Vancouver Whitecaps          |
|            | Manny Aparicio       | 17. Sep. 1995 | Toronto FC II                |
|            | Hanson Boakai        | 28. Okt. 1996 | FC Edmonton                  |
| Angriff    |                      |               |                              |
|            | Jordan Hamilton      | 17. März 1996 | Toronto FC II                |
|            | Calum Ferguson       | 12. Mai 1995  | Inverness Caledonian Thistle |
|            | Cyle Larin           | 17. Apr. 1995 | Orlando City                 |